# Gay a lesbická liga
Gay a lesbická liga (zkratka GLL) byla asociace organizací, internetových projektů a jednotlivců, která od roku 2004 hájila zájmy sexuálních menšin, zejména leseb a gayů, a usilovala o jejich zrovnoprávnění.

## Vznik
Gay a lesbická liga vznikla na ustavujícím sněmu dne 4. dubna 2004. Již dříve existovala jako neformální komunikační a informační platforma, která vznikla v létě 2003 spojením gay aktivistů z G-Ligy a lesbických aktivistek z L platformy a internetového projektu Lesba.cz. Impulzem byl vznik vládního návrhu zákona o registrovaném partnerství a artikulovaná potřeba vytvořit jednotný subjekt, který by se stal partnerem vlády a parlamentu v této záležitosti a zároveň zastupoval zájmy nejen gay, ale též lesbické minority.
U vzniku Gay a lesbické ligy stály organizace a projekty: Gay.komunita.cz, Code 004, Stud Brno, L-platforma, G-Liga, Lesba.cz, Divadlo Bez zábran, Kluci.cz, Interaktiv, One4one, Rozdílné rytmy.

## Činnost
Stanovy Gay a lesbické ligy deklarovaly dva základní cíle spolku:
1. podpora a prosazování legislativních úprav partnerského soužití osob stejného pohlaví,
2. podpora a prosazování odstranění všech forem diskriminace na základě citové a sexuální orientace.

V prvních letech své existence se GLL orientovala zejména na první cíl.
Prvním krokem byl otevřený dopis premiéru Špidlovi ve věci vládního návrhu zákona o registrovaném partnerství. Jím navázala na výzvu G-Ligy „Žijeme tu společně“ z roku 2002, která nabádala politiky k přijetí zákona o partnerském soužití osob stejného pohlaví. Počátkem roku 2004 liga uspořádala akci „Srdce pro partnerství“ – předání keramických srdcí členům vlády před jednáním o zákoně.
Po rozhodnutí vlády nepředložit zákon do parlamentu došlo k jednání se skupinou poslankyň a poslanců, která si předsevzala připravit poslanecký návrh zákona. GLL pro ni upravila vládní návrh s přihlédnutím k předchozímu neoficiálnímu návrhu, který připravila v roce 2002 G-Liga. V létě 2004 následovala petiční akce pro zákon o registrovaném partnerství se 4000 sebranými podpisy a doprovodný informační materiál k navrženému zákonu s předmluvou zmocněnce pro lidská práva Jana Jařaba, určený legislativcům.
V roce 2005 byl parlamentem poslanecký návrh zákona o registrovaném partnerství zamítnut. Záhy se GLL sešla s jinou skupinou poslanců a poslankyň, která ještě téhož roku předložila nový návrh zákona. Gay a lesbická liga v té době vydala komiks „Boris & Stan“ vysvětlující základní principy registrovaného partnerství a realizovala kampaň ve spolupráci s agenturou ArkThompson. V září předala poslanecké sněmovně další petici pro nový návrh zákona, s více než 2000 podpisy.
Po schválení zákona o registrovaném partnerství senátem na jaře 2006 usilovala liga o jednání s prezidentem Klausem. Ten však ještě před schůzkou stihl zákon vetovat, a proto liga od dalšího úsilí o setkání upustila. Po konečném schválení zákona vydala informační manuál „Registrované partnerství pro začínající“.
Zástupci spolku se stali v roce 2007 též členy Pracovní skupiny pro otázky sexuálních menšin ministryně pro lidská práva a národnostní menšiny a o dva roky později členy Výboru pro sexuální menšiny Rady vlády pro lidská práva. Aktivní činnost ligy nicméně po přijetí zákona o registrovaném partnerství zeslábla, po roce 2008 byla postupně utlumena a de facto ukončena.